# White Girl
White Girl è un film del 2016 scritto e diretto da Elizabeth Wood al suo debutto alla regia.
È stato presentato per la prima volta al Sundance Film Festival nel 2016.

## Trama
Leah, una giovane studentessa universitaria, si trasferisce con la sua amica Katie in un appartamento a Ridgewood, nel Queens, New York. Una notte, a corto di marijuana, si reca da un gruppo di giovani latini all'angolo della sua strada per farsi vendere dell'erba, ma i giovani si rifiutano. Più tardi, Leah li invita nel suo nuovo appartamento, e quella stessa notte, sul tetto del palazzo, la ragazza si avvicina emotivamente ad uno di loro, Blue, il quale le spiega che nonostante egli sia uno spacciatore, non fa uso di droghe pesanti. I due finiscono per fare sesso sul tetto.
In un secondo momento, mentre Blue le sta mostrando ciò che spaccia, a Leah viene un'idea: gli propone di partecipare ad una festa organizzata dalla rivista presso cui fa il tirocinio, dove gli assicura che potrà vendere senza difficoltà ciascuna dose di cocaina a 60 $ piuttosto che ai soliti 20 $ e incrementare in questo modo il suo guadagno.
Incoraggiato dal successo ottenuto, il giorno seguente Blue, accompagnato da Leah, si dirige presso il suo fornitore Lloyd per chiedergli un intero chilo di cocaina che avrebbe rivenduto nello stesso modo della notte prima. Ottenuta la roba, i due se ne vanno ed entrano in una caffetteria per fare colazione ma proprio in quel momento Blue viene avvicinato da uno dei suoi clienti abituali che lo incastra, venendo immediatamente arrestato da un agente di polizia sotto copertura. Leah recupera il chilo di cocaina e fugge in silenzio.
Dopo l'accaduto, Leah si reca a far visita in prigione a Blue, il quale ora rischia fino a 20 anni per via dei suoi precedenti. Tuttavia, la ragazza lo rassicura informandolo che la polizia non ha in possesso il chilo di cocaina poiché ce l'ha lei. Blue, sollevato, ordina a Leah di riconsegnare a Lloyd la droga e di comunicargli che il ragazzo è stato arrestato sì, ma per una bravata. Mentre si dirige da Lloyd, però, Leah si accorge di essere osservata dal poliziotto in borghese che ha arrestato Blue, così cambia strada e corre via. Più tardi, nel tentativo di far uscire Blue di prigione, si rivolge a George, un avvocato che ha intenzione di pagare con il ricavato dalla vendita del chilo di cocaina.
Avvicinandosi al suo capo, Kelly, Leah vende un terzo della cocaina, mentre l'amica Katie e gli amici di Blue, inizialmente riluttanti, la aiutano a vendere parte del resto. Mentre i suoi debiti si accumulano, Lloyd la trova, facendole pressioni per i soldi che Blue gli deve. Leah chiede quindi a Kelly di prestarle 17000 $, mentre lui invece la aiuta a organizzare un rave dove poter vendere le dosi di cocaina rimaste. La festa è un successo, ma nel corso della serata Leah perde conoscenza e si sveglia da sola senza soldi.
Giunta dall'avvocato George, la ragazza gli promette disperata che avrà il resto dei soldi, al che lui le dice di dimenticarsene. Egli la invita a cena fuori e le spiega che il sistema legale è ineguale: gli uomini bianchi che commettono crimini violenti hanno maggiori probabilità di cavarsela rispetto ai delinquenti come Blue, pure se meno violenti. I due finiscono nell'appartamento di Leah, dove lei, ubriaca, sviene, e George, dopo aver consumato della cocaina trovata sul tavolo della cucina, sfrutta l'occasione per violentarla. In quel momento Leah si risveglia, ma finisce per subire inerme gli abusi di George.
Al ritorno a casa di Katie, Leah sta vomitando in bagno sofferente per quanto subìto e dopo una doccia si riprende abbastanza per raccontarle tutto. Da quel momento Leah si chiude in se stessa giacendo nel suo letto assistita da Katie, finché un giorno viene sorpresa da Blue che entra nella sua camera e si infila dolcemente nel letto con lei per abbracciarla. Lui le rivela che l'avvocato è riuscito a farlo uscire e ringrazia Leah per averlo convinto a seguire il suo caso pro bono. Leah, che è a conoscenza della realtà dei fatti, tace ancora turbata seppur sollevata della liberazione di Blue. Quest'ultimo, infine, sul tetto del palazzo dove si conobbero la prima sera, le chiede di sposarlo.
Quando ormai tutto sembra finito, camminando insieme per la strada, Leah e Blue vengono sorpresi da Lloyd che sferra prima un pugno a Blue scaraventandolo a terra e poi prendendosela con Leah, ricordando ai due che egli non ha ancora ottenuto i suoi soldi. Risollevatosi, Blue lo colpisce alla testa con una bottiglia rotta e lo picchia a morte con una chiave inglese. Mentre la ragazza resta a guardare il corpo senza vita di Lloyd, Blue si rende silenziosamente conto della verità e capisce che Leah non aveva mai restituito la droga come gli aveva promesso, scatenando l'ira di Lloyd.
Blue viene arrestato sul posto e osserva freddamente Leah mentre viene portato via. Nella scena finale si vede Leah seduta in un'aula di scuola con lo sguardo nel vuoto.

## Produzione
Nel febbraio 2015 venne rivelato che Elizabeth Wood avrebbe diretto un film basato su una sceneggiatura da lei scritta, con Morgan Saylor e India Menuez nel film. La Wood ha iniziato a scrivere il lungometraggio prima di frequentare il corso di sceneggiatura alla Columbia University e ha affermato di aver liberamente basato il film sulla sua vita.

## Critica
White Girl ha ricevuto recensioni generalmente positive dalla critica. Il film detiene un punteggio di gradimento del 72% sul sito web di aggregazione di recensioni Rotten Tomatoes, basato su 47 recensioni, con una valutazione media di 6,5/10. Su Metacritic, il film detiene una valutazione di 65 su 100, basata su 23 critici.